# Campionati mondiali di biathlon 1962
I Campionati mondiali di biathlon 1962 si svolsero a Hämeenlinna, in Finlandia, e contemplarono esclusivamente gare maschili. Fu assegnato solo il titolo mondiale della 20 km; la staffetta venne disputata a titolo non ufficiale e pertanto non assegnò medaglie.

## Risultati

### 20 km
| Posizione | Atleta            | Nazione          | Tempo |
| --------- | ----------------- | ---------------- | ----- |
| 1         | Vladimir Melan'in | Unione Sovietica | -     |
| 2         | Antti Tyrväinen   | Finlandia        | -     |
| 3         | Valentin Pšenicyn | Unione Sovietica | -     |
| 4         | Nikolaj Puzanov   | Unione Sovietica | -     |
| 5         | Hannu Posti       | Finlandia        | -     |
| 6         | Jon Istad         | Norvegia         | -     |
| 7         | Sture Ohlin       | Svezia           | -     |
| 8         | Kalevi Huuskonen  | Finlandia        | -     |
| 9         | Paul Romand       | Francia          | -     |
| 10        | Olav Jordet       | Norvegia         | -     |

### Staffetta 3x7,5 km (non ufficiale)
| Posizione | Nazione          | Atleti                                              | Tempo |
| --------- | ---------------- | --------------------------------------------------- | ----- |
| 1         | Unione Sovietica | Vladimir Melan'in Valentin Pšenicyn Nikolaj Puzanov | -     |
| 2         | Finlandia        | Antti Tyrväinen Hannu Posti Kalevi Huuskonen        | -     |
| 3         | Norvegia         | Jon Istad Olav Jordet Henry Hermansen               | -     |

## Medagliere per nazioni
| Posizione | Nazione          | Oro | Argento | Bronzo | Totale |
| --------- | ---------------- | --- | ------- | ------ | ------ |
| 1         | Unione Sovietica | 1   | 0       | 1      | 2      |
| 2         | Finlandia        | 0   | 1       | 0      | 1      |